# スフィア (映画)
『スフィア』（原題: Sphere）は、1998年のアメリカ合衆国のSF映画。監督はバリー・レヴィンソン、出演はダスティン・ホフマンとシャロン・ストーンなど。マイケル・クライトンのSF小説『スフィア -球体-』の多面体サーフェイスをテーマにした映画化作品である。
タイトルデザインはカイル・クーパー。

## ストーリー
心理学者のノーマン博士はある日突然、政府からの緊急要請を受け、何も知らされないまま、軍に連れられて太平洋上の現場へと急行する。300年前に沈んだとされる海底の異星人の巨大宇宙船の調査のためだった。彼の旧知である数学者や生化学者たちも連れてこられていて、異星人とコンタクトをとるプロジェクトチームが結成され、軍がこのために築いた海底基地へと向かう。チームは、さらに宇宙船へ調査に向かい、何者かに招かれるように中に入ることに成功する。そこでこの宇宙船が、未来のアメリカの宇宙船であり、何らかの事故でこの時代にきたものと知る。さらに船内に異星人のものと思われる巨大な黄金の球体を見つける。その頃、海上では巨大サイクロンが発生したため帰還命令が出るが、ハリー博士が単独で球体に接触し中に入ったため、帰還を中止しノーマン博士が救助に向かう。そこで博士も球体に入るが、無事ハリー博士を連れ戻す。その後、サイクロンのため地上と連絡が途絶えたまま、船内では、次々と異変が起きはじめる。基地の職員がクラゲに襲われ死亡し、次に、ジェリーと名乗る異星人がコンピューターを通じて接触してきた。巨大なイカに基地が襲われ、パニックになり、一人また一人と死亡していく。最後に残ったノーマン、ハリー、ベスは、球体の中に入った者は、想像したことを現実化してしまう力があることに気がつく。3人は、悪いことばかりを想像してしまったことに後悔しつつ、さらに襲いくる危機から脱出し、海上に逃れることに成功する。そして、ハリーの提案により、その力を悪用されないために、その力を利用して球体のことを忘れることを誓う。役割を終えたかのように球体は、空へ上昇して去っていった。

## キャスト
※括弧内は日本語吹替
- ノーマン・グッドマン博士: ダスティン・ホフマン（佐々木勝彦）
- エリザベス・"ベス"・ハルパリン博士: シャロン・ストーン（高島雅羅）
- ハリー・アダムズ博士: サミュエル・L・ジャクソン（立木文彦）
- ハロルド・C・バーンズ大佐: ピーター・コヨーテ（阪脩）
- テッド・フィールディング博士: リーヴ・シュレイバー（堀内賢雄）
- アリス・"ティーニー"・フレッチャー: クィーン・ラティファ（喜田あゆ美）
- ジェーン・エドマンズ: マーガ・ゴメス（英語版）（沢海陽子）

## 作品の評価
Rotten Tomatoesによれば、51件の評論のうち高く評価しているのは12%にあたる6件にとどまっており、平均して10点満点中3.95点を得ている。
Metacriticによれば、21件の評論のうち高評価はなく、賛否混在は10件、低評価は11件であり、平均して100点満点中35点を得ている。